# Bandera de Sant Martí Sesgueioles
La bandera oficial de Sant Martí Sesgueioles té el següent blasonament:
Bandera apaïsada, de proporcions dos d'alt per tres de llarg, vermella, amb el cavall blanc de l'escut, d'altura 2/3 de la del drap i amplada 11/18 de la llargària del mateix drap, al centre.
Va ser aprovada el 30 d'agost de 2001 i publicada en el DOGC el 25 de setembre del mateix any amb el número 3479.